# James Levine
James Lawrence Levine (ur. 23 czerwca 1943 w Cincinnati, zm. 9 marca 2021 w Palm Springs) – amerykański dyrygent i pianista.

## Życiorys
Od 1976 dyrektor muzyczny i główny dyrygent Metropolitan Opera w Nowym Jorku. Dyrygował wszystkimi najważniejszymi orkiestrami świata. W latach 1999–2004 był dyrektorem muzycznym Symfonicznej Orkiestry Monachijskiej (z nią odbył tournée także i w Polsce w 2001, dając koncert w Operze Leśnej w Sopocie 28 czerwca 2001). Znany z wielu cenionych nagrań operowych i symfonicznych, których dokonał dla najważniejszych koncernów płytowych (EMI, Decca, Deutsche Grammophon, RCA, Sony).
Odznaczony Narodowym Medalem Sztuk.
W 2018 został zwolniony z Metropolitan Opera z powodu zarzutów o napastowanie seksualne.